# 히가시오카자키역
히가시오카자키역(일본어: 東岡崎駅)은 일본 아이치현 오카자키시에 위치한 나고야 철도 나고야 본선의 철도역이다. 역 번호는 NH 13이며, 섬식 승강장 2면 4선의 구조를 갖춘 지상역이다.

## 타는 곳
| 1 | ■ 나고야 본선 | 하행 | 나고야 · 기후 방면 | 부본선 |
| 2 | ■ 나고야 본선 | 하행 | 나고야 · 기후 방면 | 본선   |
| 3 | ■ 나고야 본선 | 상행 | 도요하시 방면      | 본선   |
| 4 | ■ 나고야 본선 | 상행 | 도요하시 방면      | 부본선 |

## 이용 현황
| 연도 | 승차 인원 | 하차 인원 | 승하차 인원 |
| ---- | --------- | --------- | ----------- |
| 2005 | 18,997    | 19,132    | 38,129      |
| 2006 | 18,827    | 18,993    | 37,820      |
| 2007 | 18,678    | 18,821    | 37,539      |
| 2008 | 18,624    | 18,794    | 37,418      |
| 2009 | 18,190    | 18,337    | 36,527      |
| 2010 | 18,201    | 18,331    | 36,552      |
| 2011 | 18,213    | 18,445    | 36,658      |
| 2012 | 18,366    | 18,556    | 36,932      |
| 2013 | 18,689    | 18,894    | 37,583      |
| 2014 | 18,541    | 18,712    | 37,253      |
| 2015 | 18,883    | 19,077    | 37,960      |

## 역 주변
- 국도 제1호선
- 오카자키 시청
- 아이치 현 니시미카와 종합 청사
- 오카자키성 · 오카자키 공원

## 인접 역
| 나고야 철도 나고야 본선      | 나고야 철도 나고야 본선 | 나고야 철도 나고야 본선                  |
| ---------------------------- | ----------------------- | ---------------------------------------- |
| NH 01 도요하시 도요하시 방면 | □ 쾌속 특급             | 지류 NH 19 메이테쓰기후 방면             |
| NH 04 고 도요하시 방면       | ■ 특급                  | 신안조 NH 17 메이테쓰기후 방면           |
| NH 11 미아이 도요하시 방면   | ■ 급행                  | 신안조 NH 17 메이테쓰기후 방면           |
| NH 12 오토가와 도요하시 방면 | ■ 준특급                | 야하기바시 NH 15 메이테쓰기후 방면       |
| NH 12 오토가와 도요하시 방면 | ■ 보통                  | 오카자키코엔마에 NH 14 메이테쓰기후 방면 |